# Heinz Bollhorst
Heinz Bollhorst (ur. 25 lutego 1922, zm. ?) – zbrodniarz hitlerowski, oficer raportowy w obozie koncentracyjnym Mauthausen-Gusen i SS-Oberscharführer.
Swoją edukację zakończył na szkole podstawowej, a z zawodu był kowalem. Członek Waffen-SS. Od stycznia 1942 Bollhorst pełnił służbę w Mauthausen kolejno jako: strażnik, blokowy (Blockführer), oficer raportowy (Rapportführer) i kierownik komanda więźniarskiego. Brał aktywny udział w egzekucjach zarządzanych przez władze obozowe. Osobiście dopuszczał się indywidualnych mordów i katował więźniów.
Bollhorst został osądzony przez amerykański Trybunał Wojskowy w Dachau w dniach 26 września – 1 października 1947. Wymierzono mu karę dożywotniego pozbawienia wolności.